# Galveodon nannothus
Galveodon nannothus és una espècie extinta de mamífer multituberculat de la família dels plagiaulàcids que visqué a Europa durant el Cretaci inferior, fa entre 121,4 i 125,8 milions d'anys. Se n'han trobat restes fòssils a les formacions de Camarillas i La Huérguina (Espanya). Es tracta de l'única espècie del gènere Galveodon. És conegut únicament a partir de dents aïllades (la segona incisiva superior i la tercera o quarta premolar inferior). El nom genèric Galveodon significa ‘dent de Galve’, en referència al poble aragonès on en fou trobat l'holotip.